# Jewgienij Czirikow
Jewgienij Nikołajewicz Czirikow, ros. Евгений Николаевич Чириков (ur. 5 sierpnia 1864 w Kazaniu, zm. 18 stycznia 1932 w Pradze) – rosyjski prozaik i dramatopisarz. 
Od roku 1920 na emigracji w Sofii, następnie w Pradze, zdeklarowany przeciwnik bolszewizmu, czemu dał wyraz m.in. w powieściach: Opustoszennaja dusza ("Ruskaja mysl" 1922 tom 1-2), w której nakreślił psychologiczny wizerunek bolszewika, i Zwier 'iz biezdny (Praga 1926), o upadku moralnym żołnierzy w Armii Czerwonej i Armii Ochotniczej. Oprócz opowiadań i opowieści społeczno-obyczajowych, odtwarzających życie rosyjskiej prowincji, Czirikow wydał powieści autobiograficzne: Żyzń Tarchanowa (tom 1-4 Berlin 1911–1925), w której dominującą rolę pełni wątek miłosny, i Otczij dom (tom 1-5 Belgrad 1929–1931), ponadto tworzył sztuki teatralne, m.in. Żydzi i Iwan Mironowicz (obie 1904).